# NGC 2862
NGC 2862 é uma galáxia espiral barrada (SBbc) localizada na direcção da constelação de Leo. Possui uma declinação de +26° 46' 31" e uma ascensão recta de 9 horas, 24 minutos e 55,0 segundos.
A galáxia NGC 2862 foi descoberta em 21 de Fevereiro de 1863 por Heinrich Louis d'Arrest.